# Lakhdar Messas
Pour les articles homonymes, voir Messas (homonymie).
 (mai 2021).
Lakhdar Messas (en arabe : لخضر مساس) est un footballeur algérien né le 14 août 1976 à Alger. Il évoluait au poste de milieu droit.

## Biographie
Il évolue en première division algérienne avec son club formateur, l'USM Alger où il a remporté le championnat en 1996 et la coupe en 1997, le MC Alger, le NA Hussein Dey, puis le CR Belouizdad.

## Palmarès
USM Alger
- Championnat d'Algérie (1) :
  - Champion : 1995-96.

- Coupe d'Algérie (1) :
  - Vainqueur : 1996-97.